# Strychnos melastomatoides
Strychnos melastomatoides är en tvåhjärtbladig växtart som beskrevs av Ernest Friedrich Gilg. Strychnos melastomatoides ingår i släktet Strychnos och familjen Loganiaceae. Inga underarter finns listade i Catalogue of Life.